# 大西俊介
大西 俊介（おおにし しゅんすけ、1962年 - ）は日本の実業家、経営コンサルタント。NTTデータグローバルソリューションズ代表取締役社長、インフォシス日本代表を経て、2019年8月1日より富士通株式会社理事に就任。

## 人物・経歴
徳島県出身。徳島県立高校を経て、1980年に一橋大学入学。在学中は音楽サークルの活動に熱中し、1986年一橋大学経済学部卒業。同年日本電信電話株式会社（NTT）に入社。
株式会社ヘッドストロング・ジャパン（現ジェンパクト）ヴァイスプレジデント、富士通株式会社経営戦略室特命プロジェクト担当シニア・バイス・プレジデント、デロイトトーマツコンサルティングインダストリーグループパートナーを経て、NTTデータに戻り、2012年に設立された株式会社NTTデータグローバルソリューションズ代表取締役社長に就任。日本初のSAP HANAサポート認定を取得するなど、グループでのSAPビジネスの中心的な役割を果たす会社として事業の拡大を担った。2017年1月1日付でインフォシス リミテッドの日本代表に就任。同社の日本事業拡大を進める。2019年4月1日より株式会社HIPUS取締役兼任。　
2019年8月1日より富士通株式会社理事に就任。2020年4月1日より同社執行役員常務に就任。2021年10月より同社グローバルソリューション部門副部門長兼エンタープライズソリューションビジネスグループ長を務める。

## 著書
- 『グローバル競争を勝ち抜くプラットフォーム戦略 』幻冬舎 (2014/10/25)